# Ética situacional
La ética situacional o ética de (la) situación, en ética y teología, se refiere a la posición de que la toma de decisiones morales es contextual o depende de un conjunto de circunstancias. Es un punto de vista particular de la ética que señala que la moralidad de un acto es una función del estado del sistema en el momento en que se realiza. Tiene en cuenta el contexto particular de un acto al evaluarlo éticamente, en lugar de juzgarlo de acuerdo con estándares morales absolutos.
La ética de la situación mantiene que los juicios morales deben hacerse dentro del contexto de la totalidad de una situación y que todas las características normativas de una situación deben verse como un todo. Con la intención de tener una base justa para los juicios o acciones, uno busca los ideales personales de lo que es apropiado para guiarlos, en lugar de un código de conducta universal inmutable, como la ley bíblica bajo la teoría del mandato divino o el imperativo categórico kantiano.
El marco rector para la toma de decisiones morales se establece por diversas maneras, como actuar de la manera más amorosa para maximizar la armonía, reducir la discordia o enriquecer la existencia humana. No debe confundirse con el relativismo moral que afirma que no existe una verdad moral universal y que solo existen creencias y/o perspectivas sin que una sea más válida que la otra. La ética situacional en sí misma no se pronuncia sobre la existencia o no de verdades universales. Solo dice que el estado del sistema en el momento de un acto debe incluirse en la consideración del acto.

## Historia
Entre los defensores de los enfoques situacionales de la ética se incluyen los filósofos existencialistas Jean-Paul Sartre, Simone de Beauvoir, Karl Jaspers o Martin Heidegger.
En la primera mitad del siglo XX, los teólogos liberales Rudolf Bultmann, John A. T. Robinson y Joseph Fletcher propusieron formas específicamente cristianas de ética situacional que colocaban el amor por encima de todos los principios o reglas particulares. Estos teólogos señalaban específicamente al agapē, o amor incondicional, como el fin más elevado. Otros teólogos que abogaron por la ética situacional incluyen a Josef Fuchs, Reinhold Niebuhr, Karl Barth, Emil Brunner o Paul Tillich. Tillich, por ejemplo, enunciaba que 'El amor es la ley última'.
Fletcher, a quien se ha asociado de manera prominente con este enfoque en el mundo de habla inglesa debido a su libro (Situation Ethics), declaraba que "todas las leyes, reglas, principios, ideales y normas son solo contingentes, solo válidas si sirven al amor" en una situación particular, y, por tanto, pueden romperse o ignorarse si otro curso de acción consigue un resultado más amoroso. A veces se ha identificado a Fletcher como el fundador de la ética de la situación, pero él mismo remite a sus lectores al debate activo sobre el tema que precedió a su propio trabajo.

## Clasificación ética y origen del término
La ética situacional es una forma de consecuencialismo (aunque distinta del utilitarismo donde el objetivo de este último es 'obtener el mayor bien para el mayor número') que se centra en crear la mayor cantidad de amor. La ética situacional también puede clasificarse bajo el género de la teoría ética del 'proporcionalismo', que dice que 'nunca es correcto ir en contra de un principio a menos que haya una razón proporcionada que lo justifique'.

## Joseph Fletcher
El teólogo anglicano estadounidense Joseph Fletcher propuso que al formar un sistema ético basado en el amor, estaba expresando mejor la noción de 'ama a tu prójimo', que Jesucristo enseñó en los Evangelios del Nuevo Testamento. A través de la ética situacional, Fletcher estaba intentando encontrar un 'camino intermedio' entre la ética legalista y antinómica. Fletcher desarrolló su teoría de la ética situacional en sus libros: The Classic Treatment y Situation Ethics. La ética situacional es, por tanto, una teoría teleológica o consecuencial, en el sentido de que se ocupa principalmente del resultado o las consecuencias de una acción, el "fin". Fletcher propuso que los fines amorosos justifican cualquier medio.
Fletcher esbozó su teoría en cuatro 'principios de trabajo' y seis 'principios fundamentales'.

### Los cuatro principios de trabajo
Las siguientes son presuposiciones que Fletcher hace antes de exponer la teoría de la ética situacional:
1. Pragmatismo: Acción que hace alguien que debe ser juzgada de acuerdo al amor influido en ella, por lo que la persona siempre debe preguntarse: ¿Qué es lo más amoroso de hacer? Por ejemplo, para un situacionista, la guerra puede no ser considerada la cosa más 'amorosa' y muchos se apresuran a considerarla moralmente incorrecta.
2. Relativismo: Abordar cada situación con una mentalidad relativa y, por tanto, oponerse a los enfoques legalistas; evitando palabras como 'nunca', 'completo' y 'perfecto'.
3. Positivismo: La elección más importante de todas las enseñanzas de 1 Juan 4:7-12 es 'amémonos unos a otros porque el amor es de Dios'.
4. Personalismo: Mientras que el legalista piensa que la gente debería trabajar de acuerdo con las leyes, el ético situacional cree que las leyes benefician a la gente. Esto obliga a preguntarse '¿a quién se va a ayudar?', en lugar de 'lo que es la ley', enfatizando la importancia de las personas ante las leyes.

### Los seis principios fundamentales (proposiciones)
- Primera proposición

Solo una cosa es intrínsecamente buena, es decir, amor: nada más en absoluto. Una acción es buena sólo en la medida en que produce ágape.
- Segunda proposición

La norma dominante de la decisión cristiana es el amor: nada más. El mandamiento más importante es amar a Dios y 'amar a tu prójimo'.
- Tercera proposición

Amor y justicia son lo mismo, porque la justicia es amor distribuido, nada más. Fletcher pide que siempre se debe estar atento a la intención de una acción. La justicia es el amor cristiano que usa la cabeza, calcula los deberes, las obligaciones, las oportunidades, los recursos... La justicia es el amor que afronta situaciones en las que se requiere una distribución.
- Cuarta proposición

El amor quiere el bien del prójimo, nos guste o no. Fletcher ilustra que el ágape no es una emoción ya que a veces implica sacrificio, por lo que debemos amar sin esperar nada a cambio.
- Quinta proposición

Sólo el fin justifica los medios, nada más. Las acciones solo adquieren un estatus moral como medio para un fin. Para Fletcher, el fin debe ser el resultado más amoroso. Al medir una situación, se debe considerar el fin deseado, los medios disponibles, el motivo para actuar y las consecuencias previsibles. Se debe reconocer que se puede hacer cualquier cosa si produce el resultado más amoroso.
- Sexta proposición

Las decisiones del amor se toman de manera situacional, no prescriptiva. Nada es intrínsecamente correcto o incorrecto, todo debe hacerse de acuerdo con lo más amoroso específico de una situación.

## Crítica
Los críticos suelen ser universalistas morales que ven la ética situacional, en su sentido más puro, como intrínsecamente contradictoria, y argumentan que el término real de 'ética situacional' es un oxímoron. Afirman que la ética y la moralidad son fundamentales y no pueden basarse en valores prácticos, funcionales o etnocéntricos, por lo que debe basarse en principios más fundamentales que la evaluación de la situación actual de un grupo.
El filósofo Mortimer J. Adler, en su autobiografía, caracterizó la ética de la situación como una "teoría de la conducta a medias que salió al aire durante los primeros años sesenta. Es moralmente incorrecta".